# Universiteit van Bir Zeit
De Universiteit van Bir Zeit (جامعة بيرزيت) is een Palestijnse universiteit op de Westelijke Jordaanoever, zuidelijk buiten de stad Bir Zeit op weg naar Ramallah.
De universiteit werd opgericht in 1975 en gaat terug op een gelijknamige universiteit uit 1924. In 2004 had ze meer dan 6000 studenten en 7 faculteiten.
In 1973 werd de universiteit op aanwijzing van het Israëlische leger twee weken gesloten. Tijdens de Eerste Intifada is de universiteit door de Israëlische autoriteiten gesloten tussen 1988 en 1992. In totaal kwamen 24 studenten van de universiteit tijdens demonstraties om het leven.
Hierover uitte de Veiligheidsraad van de Verenigde Naties zijn bezorgdheid in 1986 in resolutie 592.
De universiteit schonk bijna 10 hectare aan The Palestinian Museum zodat het museum kon worden gerealiseerd. In 2016 volgde de opening.

## Verbonden aan de universiteit

### Wetenschappers
- Hanan Ashrawi, politica en taalkundige
- Azmi Bishara, filosoof
- Izzat al-Ghazzawi, schrijver
- Emily Jacir, beeldend kunstenaar

### Studenten
- Yahya Ayyash, militant
- Marwan Barghouti